# Seizmika
Seizmika je skup geofizičkih metoda koje se temelje na snimanju mehaničkim putem umjetno izazvanih potresnih valova nakon njihovog povratka iz podzemlja radi istraživanja geološke građe Zemlje, ali i drugih nebeskih tijela (terestričkih planeta i planetoida). Svojstva tako snimljenih seizmičkih valova mijenjaju se pod utjecajem elastičnih svojstava podzemlja koja ovise o litološkom sastavu, poroznosti, propusnosti i kompakciji stijena, te sadržaju i vrsti fluida u njima. Posebno uspješnom pokazale su se refleksijske seizmičke metode u istraživanju ležišta nafte i plina, odnosno u geologiji nafte i plina, odnosno naftnoj geologiji gdje predstavljaju jednu od temeljnih istraživačkih i razradnih metoda kojima se definiraju oblici i granice potencijalnih ležišta.

## Uvod
Primijenjene seizmičke metode sastoje se u emitiranju impulsa sile u podzemlje i registraciju pod njegovim utjecajem nastalih reflektiranih i refraktiranih nailazaka od podzemnih granica na nizu prijamnika raspoređenih na ili blizu površine. Pod utjecajem vanjskog impulsa sile čestice tvari unutar podzemlja pomiču se iz svog prvotnog položaja, međusobno približavaju i sudaraju i tako prenose mehaničko gibanje od jedne do druge točke u podzemlju. Drugim riječima, pod djelovanjem impulsa sile čestice tvari u podzemlju počinju vibrirati duž pravca kojim se seizmički val širi, ako se radi o longitudinalnim ili P valovima, odnosno okomito na taj pravac, ako se radi o transverzalnim ili S valovima, ne mijenjajući pritom svoje mjesto u sredini kroz koju se elastični valovi šire i prenose mehaničku energiju od jedne do druge točke. Za razliku od površinskih valova, koji se šire jedino duž površine, ovi se valovi šire unutar promatranog volumena, te čine tzv. prostorne valove. Na granicama geoloških slojeva oni se reflektiraju i lome, mijenjanju smjer svog širenja te se transformiraju iz P- u S-valove i obratno da bi na koncu bili registrirani na odgovarajućim prijamnicima kao zapisi amplitude primljenog signala tijekom vremena, odnosno kao seizmički tragovi.
Uspješna primjena seizmičkih metoda temelji se na činjenici da podzemni slojevi imaju različita elastična svojstva i gustoću koji izravno ovise o njihovu litološkom sastavu. Analiza tako izmijenjenih svojstava seizmičkih valova stoga omogućuje određivanje strukturno-tektonske građe podzemlja, litološkog sastava podzemnih slojeva, a u povoljnim okolnostima i izravno lociranje akumulacija nafte i plina.
Vremena protekla od emitiranja do prijama seizmičkih valova ovise o dubinama istraživanih objekata i brzinama širenja seizmičkih valova duž puta njihova širenja od izvora preko reflektora (ili refraktora) do prijamnika. Za iniciranje mehaničke sile, odnosno umjetno izazvanih potresnih valova rabe se eksploziv u bušotinama, te razni uređaji koji udarom po površini prenose mehaničku silu u podzemlje. Snimanje se obavlja nizom prijamnika – geofona na kopnu ili hidrofona u vodenoj sredini.
Izvorni signal, odnosno ulaz u podzemlje, obično je tlačni impuls što je nastao djelovanjem relativno oštrog impulsa vanjske sile u obliku oštrog “spikea” na površini tla ili u njezinoj neposrednoj blizini. Pod utjecajem nelinearnih procesa u okolišu izvora (permanentnih deformacija i gubitaka zbog trenja) relativno oštar impuls vanjske sile deformira se i proširuje u oscilirajući valni oblik odnosno izvorni valić ili karakteristiku izvora. Dio kinetičke energije pritom se troši na trajne deformacije okoliša u neposrednoj blizini izvora, dio zbog trenja prelazi u toplinsku energiju, dok se preostala energija širi u obliku elastičnih valova. Na seizmički valić djeluju nelinearni (plastične deformacije i trenje) i linearni procesi (elastične deformacije izazvane prijelazom kinetičke u potencijalnu energiju čestica i obratno), što u konačnici rezultira pojavom seizmičkog vala manje ili više poznatih karakteristika, koji se širi podzemljem.

## Refrakcijska seizmika
Metode refrakcijske seizmike temelje se na snimanju prvih nailazaka seizmičke energije radi određivanja dubine istraživane podzemne slojne granice i brzine širenja prvih nailazaka seizmičkih valova. Pritom se svi kasniji nailasci, nastali pod utjecajem kompleksnih procesa reflektiranja i interferencije, zanemaruju. Za iniciranje mehaničke sile rabe se eksploziv, čekić, bacanje utega ili neki drugi impulsni izvor. Snimanje se obavlja nizom geofona. Očitana vremena prvih nailazaka nanose se na grafove kako bi se zatim iz njih odredile brzine širenja seizmičkih valova, očitala najkraća vremena putovanja valova od refraktora do površine («intercept») i izračunale dubine refraktirajućih slojnih granica. Radi određivanja nagiba refraktora, mjerenja se obavljaju dvostrukim izvorima smještenim na obje strane rasporeda prijamnika. Među glavne primjene metode spada definiranje strukturne građe temeljnog gorja i podine rastrošne zone, određivanje dubine vodenog lica i naslaga šljunka, pijeska ili gline, te pronalaženje plitko smještenih kaverni, rasjeda i pukotinskih sustava. Snimanje metodom refraktiranih valova obavlja se uz primjenu mnogo manjeg broja izvora i prijamnika nego što je to slučaj pri snimanju metodom reflektiranih valova. U istraživanju ugljikovodika ta se metoda danas rabi za određivanje debljine sloja male brzine i za izračunavanje statičkih korekcija, ali, premda rjeđe, i za određivanje dubina do temeljnog gorja, odnosno podine potencijalno zanimljivih bazena za istraživanje ugljikovodika. 

## Refleksijska seizmika
U metodama refleksijske seizmike snimaju se seizmički valovi reflektirani od slojnih granica nakon njihovog povratka iz podzemlja. Svojstva tih valova izmijenjena su pod utjecajem elastičnih svojstava stijena na svom putu od izvora seizmičke energije preko reflektora do prijamnika, te stoga analiza nastalih promjena na ulaznom valnom obliku omogućuje određivanje strukturno-tektonskih odnosa ali i poroznosti, propusnosti i kompakciji stijena te sadržaju i vrsti fluida u njima. 
Sustav mjerenja na kopnu čine seizmički izvor, prijamnici i aparatura. Radi postizanja potrebne prodornosti i rezolucije, izvori seizmičkih valova moraju omogućiti slanje dovoljne energije, uz zadovoljavajuću širinu frekvencijskog spektra. Stoga je poželjno je da svi izvori imaju visok stupanj repetibilnosti, što olakšava kasniju obradu te postizanje boljeg omjera signal/smetnja.
Registracija seizmičkih podataka na kopnu obavlja se u posebnim aparaturama u koje dolaze struje uzrokovane bilo kretanjem kućišta geofona s uzvojnicom u odnosu na nepokretni permanentni magnet ili promjenama tlaka u okolišu piezoelektrički osjetljivih hidrofona. Seizmički valovi, emitirani iz izvora, nakon povratka iz podzemlja snimaju se na posebnom rasporedu od 24 ili više grupa prijamnika (geofona ili hidrofona) ili kanala, prenose do aparature te registriraju na 24 ili više tragova na seizmičkoj snimci ili seizmogramu. 
Inducirane struje malog intenziteta iz prijamnika odlaze u aparaturu koja je zapravo složeni linearni operator sastavljen od niza filtara i pojačala te uređaja za digitalizaciju i zapis podataka na magnetsku vrpcu. U njoj se ulazni valni oblici prethodno pojačavaju i filtriraju kako bi se uklonile one komponente valnih oblika čija frekvencija pada izvan raspona frekvencija korisnih signala, dok se primjenom posebnih antialiasing filtara uklanjaju frekvencije, koje bi nakon digitalizacije mogle uzrokovati pojavu aliasinga. Nakon toga se tako obrađeni podaci zapisuju u brojčanom ili digitalnom obliku na magnetske vrpce koje služe kao izvorni materijal za dalju obradu. Sastavni dio aparature čine i posebni uređaji za testiranje njezina rada i kamera za prikaz snimljenih podataka u analognom obliku (“playback” kamera). 
Tijekom akvizicije seizmičkih podataka duž profila (2D seizmika) snima se veći broj tragova (24, 48, 96 ili više) s jednim izvorom. Ukupna duljina rasporeda ovisi o dubini podzemnog objekta i u pravilu je jednaka dvostrukoj dubini do glavnog objekta istraživanja, dok razmak među kanalima na površini ne smije biti veći od projekcije dvostruke duljine najmanjeg interesantnog objekta na pravac seizmičkog profila, jer bi u protivnom objekt mogao ostati neotkriven. Najmanji broj kanala, sukladno rečenom, trebao bi biti jednak ukupnoj duljini rasporeda podijeljenoj s razmakom među susjednim kanalima. U praksi se obično upotrebljavaju rasporedi od n x 24 kanala s tim da je n cijeli broj. Broj i raspored prijamnika po kanalu ovisi o svojstvima korisnog signala i smetnje. Ondje gdje prevladava smetnja okoliša rabi se što veći broj prijamnika na što je moguće većoj površini, a ondje gdje glavni problem čine površinski valovi takvi rasporedi prijamnika koji će u najvećoj mjeri prigušiti valove koji se šire vodoravno duž profila.
Poseban slučaj višestrukog prekrivanja je 3D seizmička metoda. Tu se zbrajaju svi nailasci reflektirani od dijela površine reflektora (ćelije ili “bina”), što u konačnici omogućuje formiranje prostorne slike istraživanog područja ili 3D bloka. Snimanje se pritom obavlja iniciranjem izvora postavljenih duž jednog niza profila tako da se valni nailasci iz svake točke paljenja (ili vibriranja, ako se kao izvor energije koristi Vibroseis) snimaju na većem broju prijamnika postavljenih na više profila.
Za razliku od opisanih mjerenja na kopnu, na moru se sva oprema nalazi na brodu. Tijekom snimanja smjer kretanja broda duž zadanih profila određuje se putem navigacijskih uređaja u kojima se ujedno registriraju koordinate svake točke paljenja. Obično se rabi satelitska navigacija, uz podršku nekog drugog navigacijskog sustava. Brod za sobom vuče izvor vala (obično zračni top ili “air gun”) i posebno konstruiran kabel s hidrofonima (“streamer”), a snimanjem, kao i kod kopnenih mjerenja, ravna operater. Snimljeni podatci mogu se djelomice obraditi već na brodu, što smanjuje vrijeme potrebno za obradu obično velikog broja podataka. Usto, kontinuirano se snima dubina dna i položaj pojedinih dijelova marinskog kabela, i to kompasima i detektorima za nailaske kroz vodu (“water break detector”). Kabel se održava na stalnoj dubini regulatorima dubine (“depth controler”).
Tijekom seizmičkih snimanja osim valnih nailazaka ili signala koji nose korisnu informaciju o strukturno-geološkoj građi podzemnih objekata na prijamnike dolaze i neki drugi valovi ili smetnje nastali bilo emitiranjem seizmičke energije iz poznatog izvora ili pod utjecajem nekih drugih čimbenika (vjetar, potresi, plima i oseka i sl.). U najširem smislu smetnjom se mogu smatrati svi valni oblici registrirani na seizmičkoj snimci koji ne nose korisnu informaciju o podzemlju, odnosno svi nailasci seizmičke energije koji maskiraju korisni signal. Definicija smetnji mijenjala se prije svega pod utjecajem razvoja metoda i opreme za seizmička mjerenja, ali i zbog povećanih zahtjeva glede prikupljanja sve većeg broja podataka o istraživanom podzemlju. Tako se nailasci S valova, koji su nekoć predstavljali nepoželjne smetnje, danas uspješno koriste u određivanju litološkog sastava, pa i u izravnom lociranju ležišta nafte i plina. 
Seizmički podatci registrirani na magnetskim vrpcama u obliku niza vremenski pravilno raspoređenih brojčanih uzoraka ordinata snimljenih valnih oblika ulazni su podatci u niz operacija poznatih pod zajedničkim nazivom obrada, čija je svrha popravljanje spektra korisnih signala, prigušenje smetnje, korigiranje vremena reflektiranih nailazaka te prijenos podzemnih točaka reflektiranja u njihov stvarni položaj na obrađenoj seizmičkoj sekciji, odnosno geološkom presjeku prikazanom u vremenskom ili dubinskom mjerilu. U tom smislu predmet obrade su prevođenje brojčanih ili digitalnih u analogne podatke, dekonvolucija, filtracija, primjena statičkih i dinamičkih korekcija te migracija, kako bi se skup seizmičkih tragova predočen nizom brojeva preveo u oblik pogodan za dalju geološku interpretaciju.
Obrada seizmičkih podataka treba prije svega poboljšati njihovu vremensku rezoluciju. Prema konvolucijskom modelu, svaki je seizmički trag nastao konvolucijom ulaznog vala (signala) i modela podzemlja sastavljenog od niza odvojenih reflektora. Stoga bi obrada u idealnom slučaju trebala primjenom procesa dekonvolucije odstraniti iz snimljenih podataka utjecaj izvornog vala kako bi se na konačno obrađenom seizmičkom tragu nalazili jedino idealizirani impulsni odzivi podzemlja predočeni nizom “spikeova” čija bi amplituda i polaritet ovisili jedino o koeficijentima reflektiranja. Preduvjet da se to postigne je uklanjanje drugih utjecaja, poput reverberacija, multiplih i “ghost”-refleksa, te svih ostalih smetnji, što je moguće uz primjenu odgovarajućih procesa filtracije. Pored toga, obrada treba omogućiti povećanje amplituda korisnih signala i poboljšanje omjera signal/smetnja. Zahvaljujući primjeni metoda višestrukog prekrivanja podzemnih reflektora (2D i 3D metode CDP-a), dobiveno je dovoljno podataka za analizu brzina, za račun vremenskih korekcija te zbrajanje reflektiranih nailazaka, što rezultira povećanjem amplituda korisnih signala i barem djelomičnim prigušenjem smetnji. Primjena 2D i 3D migracije treba omogućiti uklanjanje difrakcija nastalih na mjestima prekida reflektora, postaviti točke reflektiranja u stvarne točke na obrađenim seizmičkim sekcijama i ujedno poboljšati lateralnu rezoluciju. 
Seizmički podatci na obrađenim seizmičkim sekcijama po sebi su slika valnog polja izazvanog emitiranjem zvučnog mehaničkog vala koju je potrebno prevesti u geološku sliku podzemlja ili interpretirati, odnosno prevesti, u geološke termine. Glavni je cilj geološke interpretacije seizmičkih podataka pretvorba fizikalne slike prostornog rasporeda valnih fronti umjetno izazvanih zvučnih valova u podzemlju u prikaz strukturnih i litoloških odnosa radi lociranja podzemnih objekata pogodnih za akumulaciju mineralnih sirovina poglavito nafte i plina, odnosno izrada geološki plauzibilnog modela podzemlja. Pritom je, uz seizmičke podatke, nužno rabiti i sve ostale dostupne geološke, geofizičke i geokemijske podatke. Drugim riječima, interpretacija seizmičkih podataka kompleksan je proces koji počinje već kod planiranja terenskih mjerenja, nastavlja se tijekom obrade u analizi rezultata pojedinih postupaka potrebnih za dobivanje dobro obrađenih sekcija, da bi se na koncu, na temelju obrađenih seizmičkih podataka i podataka o karakteristikama reflektiranih nailazaka (vrijeme putovanja, brzina, amplituda, faza, frekvencija), dobila što potpunija slika geološke građe podzemlja i locirala potencijalna ležišta ugljikovodika. 
Suvremeni pristup interpretaciji seizmičkih podataka moguće je razdvojiti na tri faze. Prva se od njih odnosi na označavanje i kartiranje strukturnih oblika pojedinih seizmičkih obzora, pretvorbu dvostrukih seizmičkih vremena u dubine na temelju analize brzina izmjerenih u dubokim bušotinama ili izravno određenih na temelju analize snimljenih seizmičkih podataka, te izradu dubinskih strukturnih karata. U sljedećoj fazi, na temelju analize svojstava snimljenih seizmičkih nailazaka, odnosno analize izdvojenih seizmičkih sekvencija i facijesa, izdvajaju se podatci o stratigrafskim odnosima, izrađuje taložni model i prognozira litološki sastav radi otkrića novih i točnijeg lociranja postojećih ležišta ugljikovodika. Predmet treće faze interpretacije seizmičkih podataka je određivanje akustičkih i elastičnih parametara slojeva putem statističke analize svojstava seizmičkih valova te litološkog sastava i petrofizikalnih svojstava istraživanog podzemlja.

## Mjerenja u bušotini
Od površinskih geofizičkih metoda koje koriste mjerne uređaje na površini istraživanog područja, razlikuju se metode geofizičkih mjerenja u dubokim bušotinama kod kojih se barem dio korištenih mjernih uređaja nalazi u bušotini. To su akustička karotaža ("sonic"), mjerenje električnog otpora i mjerenje vlastitog potencijala, mjerenje gustoće (neutronska karotaža), mjerenje radioaktivnog zračenja (“gama”-karotaža), mjerenje brzine širenja seizmičkih valova i vertikalno seizmičko profiliranjeili VSP-metoda.
Dok se geološki i bušotinski podatci prikazuju u dubinskom mjerilu, seizmički podatci su funkcije vremena proteklog od iniciranja seizmičke energije do njezina registriranja. Stoga se dubine do istraživanih objekta na temelju njih mogu odrediti tek nakon pretvorbe vremena putovanja seizmičkih valova od izvora preko podzemnih reflektora i refraktora do prijamnika u dubine, što je moguće postići jedino uz poznavanje brzina širenja seizmičkih valova kroz podzemne slojeve. Tražene se dubine izračunavaju jednostavnim množenjem seizmičkih vremena s funkcijom brzine izraženom u ovisnosti o dubini. S druge strane, podatci predočeni u dubinskom mjerilu mogu se, dijeljenjem s brzinom širenja seizmičkih valova, prevesti u vremena identična vremenima u kojima su prikazani seizmički podatci. Funkciju ovisnosti brzine širenja seizmičkih valova o dubini moguće je odrediti na temelju analize vremena seizmičkih nailazaka, izravnim mjerenjem zvučne karotaže u bušotini, ili snimanjem prvih nailazaka seizmičke energije emitirane na površini. 
Izravno mjerenje vremena putovanja seizmičkog vala od površine do pojedinih slojnih granica u podzemlju, obavlja se mjerenjem brzina u dubokim bušotinama VSP-metodom, kod kojih se za izračunavanje brzina rabe vremena prvih nailazaka snimljena duž okomice na površinu. Mjerenja se u obje metode obavljaju prijamnicima postavljenim na većem broju stajališta smještenim na različitim dubinama u dubokoj bušotini, a kao izvori seizmičkog vala rabe eksplozivno punjenje smješteno u plitke bušotine ili neki od standardnih izvora seizmičke energije (vibroseis, zračni top ).
Vertikalno seizmičko profiliranje ili VSP-metoda razlikuje se od jednostavne metode mjerenja brzina u dubokoj bušotini po tome što se tijekom mjerenja ne registriraju jedino prvi nailasci seizmičke energije, nego se snimanje nastavlja i nakon njih da bi se dobila cjelovita slika kako prvih tako i kasnijih reflektiranih nailazaka. Podatci snimljeni tom metodom kasnije se koristi u korelaciji seizmičkih podataka snimljenih primjenom površinskog rasporeda izvora i prijamnika s bušotinskim podatcima. 